# Монастирко

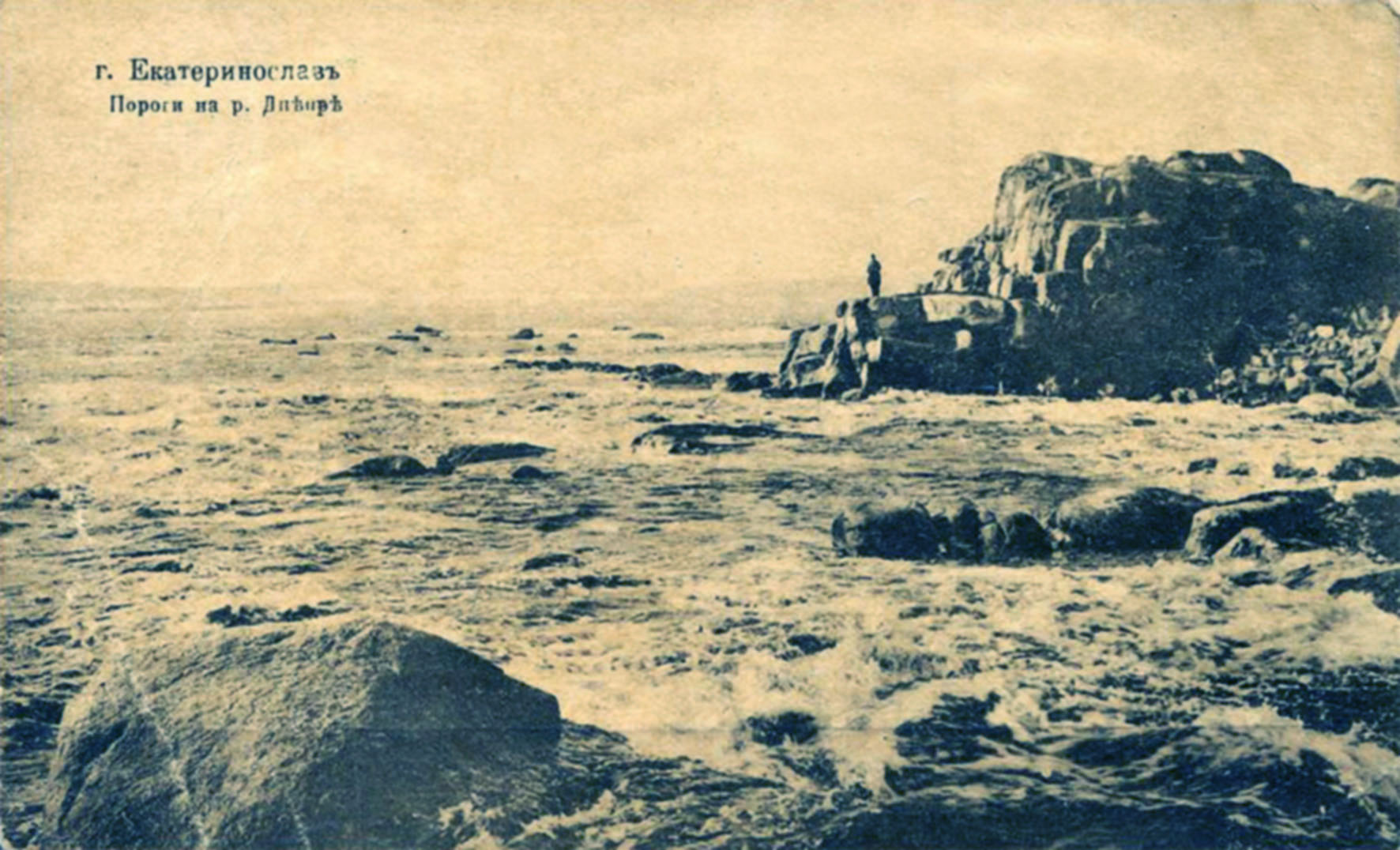
Скеля Монастирко біля Ненаситецького порогу поч. ХХ ст.

Монастирко, Манастирко, Царицина скеля — скеля на правому, високому березі Дніпра, що одходила від берега й впиралася у Ненаситецький поріг.
Відомий також як Царицина скеля, і коли вилізти на цю скелю і поглянути на поріг, то він ось увесь як на долоні.
Скеля Манастирко відома ще з половини XVI сторіччя. Тут був року 1559 московський воєвода Данило Адашев. З початку того року цар Іван Грозний одрядив князя Дмитра Вишневецького та воєводу Данила Адашева супроти татар на Крим. У Вишневецького було війська 5000, у Данила Адашева — 8000. Вишневецький побив 250 кримських татар коло міста Озова, а Данило Адашев виплив у гирло Дніпра і відтіля кинувся на Крим. Розгромивши Крим та визволивши велику силу християнських невільників, Адашев повернувся до Дніпра і піднявся вгору супроти течіння води. Кримський хан Девлет-Гирей кинувся був за Адашевим у погоню і настиг його «у миса Манастирко, проти Ненасытецкого порога», але, не насмілившись стати до бою, подався геть назад у Крим.
6 травня того року польський король Сигізмунд-Август писав панам-радам до Вільно: «Князь великий Московський замок будувати хоче, на врочиші Манастирищох, що межує з замком нашим Черкаси й островом Хортицею».
1561 року князь Дмитро Вишневецький писав польському королеві Сигізмунду-Августу, що він прийшов «з землі П'ятигірської на Дніпро й є тепер на врочищі Манастирському, от Черкас у тридцятьох милях, б'є чолом королеві, хочучи господареві своєму природженому служити».
Безумовно, «мис Манастирко, урочище Манастирища, Манастирське близь острова Хортиці» — це й є теперішня скеля Манастирко супроти Ненаситеця.
Відомий російський академік Василь Зуєв висловився про походження назви: «Відкіля дано таке ім'я цьому рогові невідомо; у простого люду багато славного про нього кажуть. Мені казали насамперед, звичайно, з поваги до цього рогу, що святий Андрій Первозваний, їдучи до Києва, жив на ньому кілька часу, а щоб запевнити в святості цього місця, показують і хрести з червоного шиферу, не місцевого каменю, які часто находять під водою в кам'яних розколинах; показують на камені різні ямки, де буцімто ступав той святий, де готував собі їжу тощо. І справді, такі шиферові хрести знаходять проміж каміннями. Опріч того, варто уваги для природознавця те, що між камінням трапляються також шматки скам'янілого дерева — сосни; чи вони місцеві, чи їх звідкіля принесла вода, дамо волю про те думати іншим, а мені останнє здається більш вірогідним, бо більшої кількості скам'янілих таких дерев тут ще не находили, хоча запорізькі історики й запевняють, що тутешні місця в старовину були порослі лісами».
За народнім переказом, на скелю Манастирко спускалась року 1787 цариця Катерина II, коли їхала з Катеринославу до Херсону. Дуже вразила її велична картина, яка розкрилась перед нею зі скелі Манастирко на могутній та грізний поріг. Для цариці, кажуть, на скелі видовбали стіл, скамниці й тарілки, щоб частувати її. Там, де цариця стояла, лишились дві ямки од її ступенів. Тоді, кажуть, царі були твердіші од скель, а тепер скелі стали твердіші од царів. В дійсності цариця Катерина зовсім не була на скелі Манастирко. Правитель Катеринославського намісництва Іван Синельніков приймав високу гостю в чудовому дерев'яному палаці, якого він збудував на високому одкритому березі Дніпра, якраз супроти Ненаситецького порога. Коли лоцмани почали спускати через Ненаситець всі 80 суден царської флотилії, то цариця сиділа на високому балконі палацу й відтіля з «живим інтересом» слідкувала, як судна, одно за одним, то поринали в шумній, клекотливій воді порога, то несподівано виривались з ревучої безодні його і неслись стрілою на широкий простір. Усі ті ямочки та заглибини, які є на скелі і які зв'язують з іменем цариці, всі вони пороблені для чогось іншого в часи десь дуже далекі од наших часів. Може, що то єсть так звані шліхувадла, в яких людина ще в передісторичні часи вилощувала різне своє кам'яне знаряддя. Такі ж шліхувадла находять і на інших скелях нижче Манастирка.